# Silenciario
Un silenciario (en latín silentiarius, helenización de silentiarios, del griego σιλεντιάριος) fue el título dado a una clase de cortesanos de la corte imperial bizantina, responsable del orden y el silencio (del latín: silentium, "silencio") en el Gran Palacio de Constantinopla. A mediados de la época bizantina (siglos VIII al XI), se transformó en un título honorífico cortesano.

## Historia y funciones
Históricamente, los silenciarios eran los esclavos elegidos que se dedicaban a imponer silencio a los demás, ya desde el Alto Imperio (siglo II). Su primera atestiguación como título es a través de un edicto imperial del año 326 o 328. El Colegio de los Silenciarios (schola silentiarii) era supervisado por el praepositus sacri cubiculi y sus miembros pertenecían a la jurisdicción del magister officiorum. Su función en el palacio era mantener el orden y un reverente silencio que debía reinar durante las audiencias imperiales de dignatarios) y convocar las reuniones del consejo del emperador bizantino, el consistorium (un acto llamado "silentium nuntiare"). Cuatro silenciarios (silentiarii) estaban al servicio de la emperatriz bizantina.
Los silenciarios eran escogidos de entre la clase senatorial, pero estaban liberados de las obligaciones habituales de esta clase. También existió una clase de silenciario honorario, cuya admisión se podía comprar. En el 437, el tamaño de la schola real había sido establecido en treinta silenciarios, divididos en tres decurias con un decurión (en griego: δεκουρίωνες, decurio sacri palatii  del sacri consistorii) al mando de cada una, título mencionado por primera vez en el 326. Aunque inicialmente era un cargo de bajo rango, su proximidad a la persona imperial les ocasionó la elevación de miembros ordinarios de la corte a la categoría de vir spectabilis en el siglo VI.
Pero después del siglo VI, el puesto se convirtió en puramente ceremonial. El título sobrevivió en las listas de cargos de los siglos IX y X en un segundo nivel, de los más bajos, entre las dignidades honoríficas reservados a los "barbudos" (es decir, no eunucos). Según el Kletorologion de Filoteo, la insignia distintiva de su cargo era un bastón de oro. La ceremonia de su investidura con él por el propio emperador bizantino fue testimoniado por Pedro el Patricio.  La última aparición atestiguada del título es durante el reinado del emperador Nicéforo II Focas (r. 963-969), y como la mayoría de los títulos bizantinos medios, parece que hubiera desaparecido en algún momento entre los siglos XI y XII.

## Silenciarios notables
- Emperador Anastasio I (r. 491–518) fue decurio de los silenciarios antes de casarse con la emperatriz Ariadna, viuda del emperador Zenón y acceder al trono.
- Pablo el Silenciario, poeta del siglo VI en la corte del emperador Justiniano I (r. 527–565).
- Gubazes II, rey cliente de Lázica (r. 541–554), medio romano por nacimiento, servía como silenciario en el momento de su ascensión al trono.[8]